# Аэростар (авиакомпания)
Украинская авиационная компания «Аэростар» («Аэростар») — украинская авиационная компания, основным видом деятельности которой является организация частных авиаперелетов на самолетах бизнес-класса.  Компания специализируется в области чартерных и деловых бизнес-перевозок, является партнером крупнейших украинских, а также зарубежных компаний, оказывает услуги авиатакси. Компания была основана в 1997 году.  Основные аэропорты базирования - Аэропорт «Борисполь» и Аэропорт «Киев» (Жуляны).

## Флот

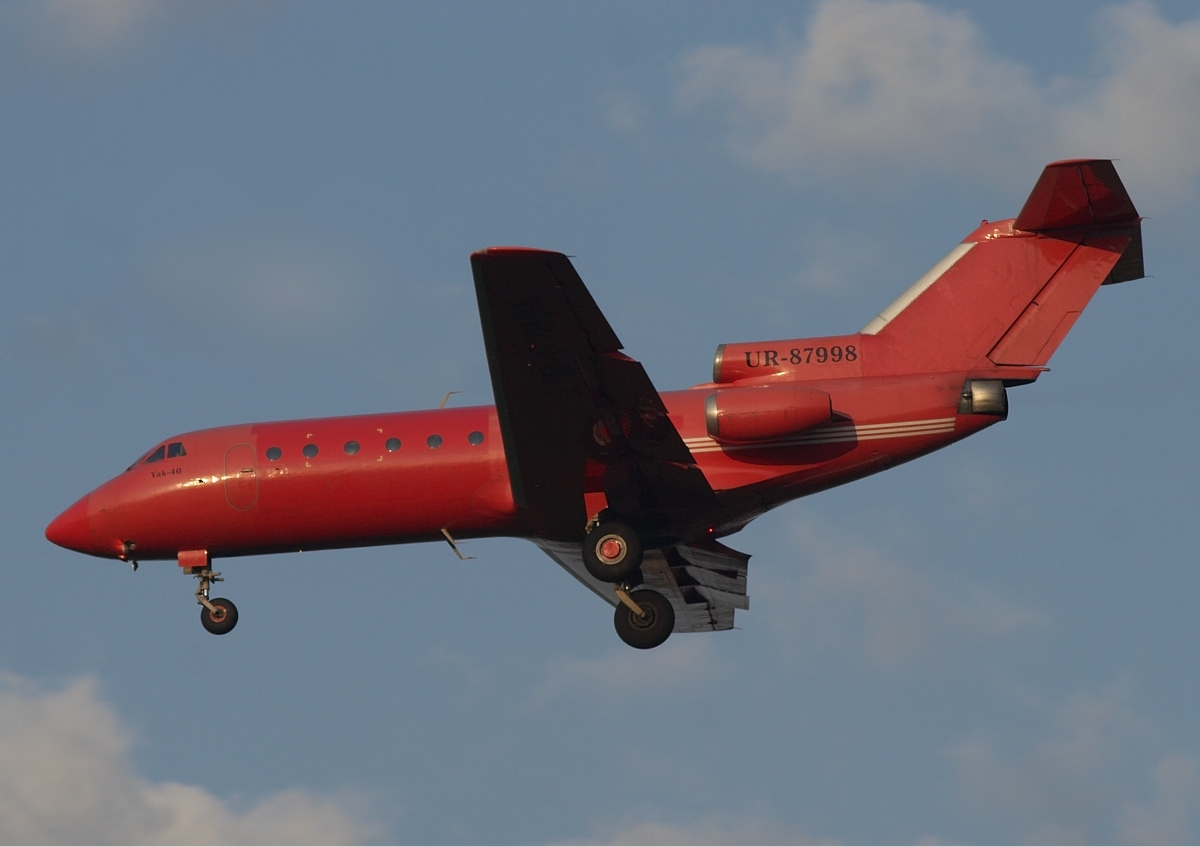
Як-40 (UR-87998) авиакомпании Aerostar

- Fairchild Dornier 328JET
- Dassault Falcon 20
- Dassault Falcon 900
- Falcon 2000 EX
- King Air 350
- Cessna Citation Mustang
- Шесть единиц Як-40[2][1].